# جاوید افسری راد
جاوید افسری راد (زادهٔ ۱۳۴۴ در اصفهان) موسیقیدان، آهنگساز و نوازنده ایرانی مقیم نروژ است. وی در سال ۲۰۰۷ جایزه «بهترین موسیقی» سال را از ارکستر سمفونیک رادیو و تلویزیون نروژ، و در سال ۲۰۰۸ عنوان «هنرمند سال» را از شهرداری اسلو دریافت کرد.
آثار جاوید افسری راد در کنسرت‌هایی در اروپا اجرا می‌شود
و خود وی به عنوان نوازنده در جشنواره‌های گوناگون موسیقی در اروپا، آسیا، آفریقا، آمریکای شمالی و آمریکای جنوبی شرکت کرده‌است. او بنیان‌گذار گروه موسیقی رومی و همچنین عضو گروه موسیقی سازهای کوبه‌ای ایرانی ضربانگ است.

## زندگی‌نامه
جاوید افسری راد در سال ۱۳۴۴ در شهر اصفهان چشم به جهان گشود. در کودکی تحت تأثیر سعید نعیمی منش به هنر موسیقی علاقه‌مند شد. در ۱۶ سالگی برای تحصیل موسیقی وارد فرهنگستان هنر تهران شد و زیر نظر فرامرز پایور و پرویز مشکاتیان با ردیف و دستگاه‌های موسیقی سنتی ایرانی آشنا گشت. سپس برای ادامه تحصیل به کشور نروژ سفر کرد و در رشته‌ی موسیقی‌شناسی از دانشگاه اسلو فارغ‌التحصیل شد. وی از سال ۱۹۸۶ به عنوان مهاجر مقیم کشور نروژ است.

## فعالیت‌های هنری
آثار جاوید افسری راد در کنسرت‌هایی در اروپا اجرا می‌شود و خود او به عنوان تکنواز و همنواز در جشنواره‌های گوناگون موسیقی در اروپا، آسیا، آفریقا و آمریکای شمالی و آمریکای جنوبی شرکت کرده‌است. وی همچنین دارای تجربه همنوازی با اساتید موسیقی هند مانند هاری پراساد و چوراسیا است. جاوید افسری راد گروه موسیقی رومی را در سال ۲۰۰۷ که توسط یونسکو «سال رومی» نامگذاری شده بود، تشکیل داد. گروه رومی دارای نوازندگانی از کشورهای ایران، نروژ، ایرلند و آمریکا است.

## آثار
- آلبوم کاروان (۱۹۹۸)
- آلبوم پرواز (۲۰۰۳)
- آلبوم کمبو نیشن ۲۰۰ (Combo Nation 200)
- آلبوم کاروان شرق

## افتخارات و جوایز
- جایزه «بهترین موسیقی سال» را در سال ۲۰۰۷ از ارکستر سمفونیک رادیو و تلویزیون اسلو دریافت کرد.[۱]
- عنوان هنرمند سال را در روز ۱۰ مه ۲۰۰۸ از شهرداری اسلو دریافت کرد.[۲]

فابیان استانگ شهردار اسلو در مراسم تقدیر از وی گفت: «جاوید افسری راد بخاطر اجرای خلاقانه و موسیقی مبتکرانه شناخته شده‌است. او یکی از هنرمندان پیشرو در زمینه‌ی موسیقی ملل در نروژ است و آثار وی از ارزش زیادی برخوردارند.»